# Honcalada
Honcalada es una pedanía del municipio de Salvador de Zapardiel, en la provincia de Valladolid, comunidad autónoma de Castilla y León, España que hoy cuenta con una población de 30 habitantes.
En otoño de 1974 esta localidad se hizo famosa por el hallazgo en el pago de "las Cañadas", durante unas labores agrícolas, de un tesorillo formado por veintiséis antoninianos (monedas imperiales acuñadas en vellón y caracterizadas por presentar en sus anversos el busto del césar con una corona radiada) acuñadas por diversos emperadores, desde Gordiano III a Galieno, entre 235 y 266, durante el llamado período de la Anarquía Militar. Fueron estudiadas en 1979 por los Profesores Alberto Balil y Ricardo Martín Valls y una década más tarde, por el Profesor Jesús Martín Gil y sus colaboradores. Actualmente, el tesorillo se encuentra custodiado en el Museo Arqueológico de Valladolid.